# Мари-Мерзино
Мари-Мерзино — деревня в Уржумском районе Кировской области в составе Рублёвского сельского поселения.

## География
Находится на расстоянии примерно 25 километров на северо-запад от районного центра города Уржум.

## История
Известна с 1802 года (на тот момент черемисский починок Мерзин), когда там было учтено 34 ясашных душ. В 1873 году учтено было дворов 13 и жителей 119, в 1905 35 и 181, в 1926 41 и 193, в 1950 41 и 137 соответственно. В 1989 году отмечено 79 жителей. 

## Население
Постоянное население  составляло 78 человека (мари 81%) в 2002 году, 37 в 2010.